# Cladochaeta obscura
Cladochaeta obscura är en tvåvingeart som beskrevs av David Grimaldi och Nguyen 1999. Cladochaeta obscura ingår i släktet Cladochaeta och familjen daggflugor.
Artens utbredningsområde är Panama. Inga underarter finns listade i Catalogue of Life.